# Czermin (powiat pleszewski)
Czermin – wieś w Polsce, położona w województwie wielkopolskim, w powiecie pleszewskim, siedziba gminy Czermin.
W latach 1975–1998 wieś należała administracyjnie do województwa kaliskiego.
W 2011 w Czerminie mieszkało 880 mieszkańców.
| SIMC    | Nazwa         | Rodzaj    |
| ------- | ------------- | --------- |
| 0196227 | Wola Duchowna | część wsi |
| 0196233 | Żale          | część wsi |

## Historia
Pierwsze wzmianki o miejscowości Czermin pochodzą z 1241 roku. Osadę wymieniano w związku z rodem Czermińskich herbu Wieniawa. W XVI wieku wieś należała do Suchorzewskich. Kolejnymi właścicielami byliː Rzeszotarscy, Kurcewscy, Trębińscy i Pruscy. Pod koniec XIX wieku majątek należał do Roberta Weigta. Wówczas Czermin zamieszkiwały 422 osoby. Na początku XX wieku Czermin, pod niemiecką nazwą Preussenau, stał się domeną państwową oddana w dzierżawę. Po I wojnie światowej Czermin należał do Skarbu Państwa Polskiego. Dzierżawiono go Niceforowi Sicińskiemu.
Prawdopodobnie już od XII wieku istniała w Czerminie parafia katolicka. Pierwszym odnotowanym w źródłach proboszczem Parafii św. Jakuba Apostoła w Czerminie był w 1411 Nieborza z Wierzchosławic. Obecny zabytkowy kościół parafialny  wzniesiono w 1 poł. XVIII wieku. W latach 1910–1914 jako wikariusz oraz w 1914 jako administrator pracował w Czerminie bł. ks. Jan Nepomucen Chrzan.

## Instytucje
W Czerminie istnieje Szkoła Podstawowa im. Lotników Polskich walczących na frontach II wojny światowej, gminny ośrodek pomocy społecznej, środowiskowy dom samopomocy, ośrodek kultury oraz biblioteka publiczna. Swoją siedzibę ma też Ochotnicza Straż Pożarna.

## Zabytki
- Kościół św. Jakuba Apostoła z 1 poł. XVIII[12]
- plebania z 1 poł. XIX
- zespół dworski z XIX-XX wieku